# Tschong-Gara
Tschong-Gara (kirgisisch Чоң-Гара; auch Tschong-Kara kirgisisch Чоңкара; usbekisch Choʻn-Gʻara) ist ein Dorf in Kirgisistan mit – Stand 2021 – 3472 Einwohnern.

## Geographie
Das Dorf liegt im Rajon Batken des Oblus Batken. Es ist der Landgemeinde Tört-Kül untergeordnet. Es liegt 36 Kilometer von Batken entfernt. Direkt im Osten befindet sich Sar-Tasch. Tschong-Gara liegt zwischen der usbekischen Grenze und der usbekischen Exklave Chong-Kara.

## Bevölkerung
| Jahr | Einwohner |
| ---- | --------- |
| 2002 | 2167      |
| 2009 | 2419      |
| 2021 | 3472      |